# 8306-os mellékút (Magyarország)
A 8306-os számú mellékút egy közel 24 kilométer hosszú, négy számjegyű mellékút; a 832-es és 83-as főutak között kapcsol össze néhány települést Veszprém és Győr-Moson-Sopron vármegyék határvidékén.

## Nyomvonala
A Veszprém vármegye Pápai járásához tartozó Csót külterületén, lakott részeitől bő fél kilométerre nyugatra ágazik ki a 832-es főútból, annak 10+150-es kilométerszelvényénél, észak felé. Alig 650 méter után átlépi Vanyola határát, a következő jó 2 kilométernyi szakaszán több, kisebb-nagyobb irányváltása is van. 2,4 kilométer után éri el e község lakott területeinek déli szélét, ahol a Petőfi utca, a központtól északra pedig a Vajda Péter utca nevet veszi fel. A névváltás helyénél kiágazik belőle északnyugat felé a 83 124-es számú mellékút, amely a közigazgatásilag Vanyolához tartozó Pápanyőgérre vezet. Még a 4. kilométere előtt elhagyja Vanyola központját, de még ezután is érint itteni belterületeket: a 4. és 5. kilométere között mintegy fél kilométeren át Alsószalmavár településrész déli határán húzódik.
Az utolsó vanyolai házakat elhagyva a korábbi irányánál északabbnak fordul, Lovászpatona déli határszélét – az 5+750-es kilométerszelvénye táján – már szinte pontosan északi irányban haladva éri el. 6,4 kilométer után ér teljesen lovászpatonai területre, a település lakott területét pedig kicsivel a 9. kilométere előtt éri el. Kossuth Lajos utca néven halad át a község központján, majd annak keleti részén, 10,3 kilométer után éles irányváltással északnyugati irányba fordul, és Rákóczi Ferenc utca lesz a neve; ugyanott beletorkollik kelet felől a 83 121-es út Nagydém irányából. Nagyjából egy kilométeren át halad még lakott területek közt, majd elhagyja Lovászpatona legészakibb házait. Utána egy darabig még ismét belterületi besorolású területrészek kísérik, de mintegy 13,4 kilométer után eléri a megye északi határszélét, onnantól Lovászpatona és a már Győr-Moson-Sopron vármegyéhez tartozó Kajárpéc határát kíséri.
A 15+250-es kilométerszelvénye közelében halad el az előbbi két község és Szerecseny hármashatára mellett, onnantól teljesen az utóbbi megye területén folytatódik. Mintegy egy kilométerrel arrébb ágazik ki belőle északkeleti irányban a 83 125-ös számú mellékút, amely Kajárpéc központjába vezet, 16,8 kilométer után pedig, egy újabb hármashatárt elhagyva belép Gyömöre területére. A 17+800-as kilométerszelvénye táján beletorkollik a 8312-es út, Gecse és Szerecseny lakott területei felől, a 18. kilométere után pedig eléri Gyömöre első házait.
A településen előbb a Rákóczi utca nevet viseli, majd egy éles irányváltással délnyugatnak fordul és a Petőfi utca nevet veszi fel. Alig 200 méter után újabb iránytöréssel visszatér az észak-északnyugati irányhoz, ugyanott kiágazik belőle – tulajdonképpen az addigi, délnyugati irányában továbbfolytatódva – a 83 314-es számú mellékút, a Győr–Celldömölk-vasútvonal Gyömöre vasútállomása felé. Innen az út a Martinovics utca nevet viseli, majd 19,8 kilométer megtétele után ismét irányt vált, ezúttal nyugatnak fordul és Széchenyi utca lesz a neve. Így keresztezi a vasút vágányait, Gyömöre-Tét megállóhely mellett, és nem sokkal ezután ki is lép a településről.
Nagyjából a 22. kilométerénél éri el Tét határát, onnantól e város területén folytatódik. A belterület szélét valamivel a 23. kilométere után éri el, a 23+250-es kilométerszelvénye közelében pedig kiágazik belőle a 8307-es út, Felpéc felé. Utolsó, belterületi szakaszának települési neve Gyömörei út, így ér véget, Tét központjában, beletorkollva a 83-as főútba, annak 52+350-es kilométerszelvénye közelében.
Teljes hossza, az országos közutak térképes nyilvántartását szolgáló kira.gov.hu adatbázisa szerint 23,730 kilométer.

## Települések az út mentén
- Csót
- Vanyola
- Lovászpatona
- (Kajárpéc)
- (Szerecseny)
- Gyömöre
- Tét